# Бура (народ)
Бура (кводжеффа, хуве, хувийа; самоназвание — bura «люди») — народ в горах Мандара на северо-востоке Нигерии 
в штатах Борно и Гонгола (2,0 млн человек), а также на севере Камеруна (230 тыс. человек). Делятся на равнинных и горных бура.

## Культура

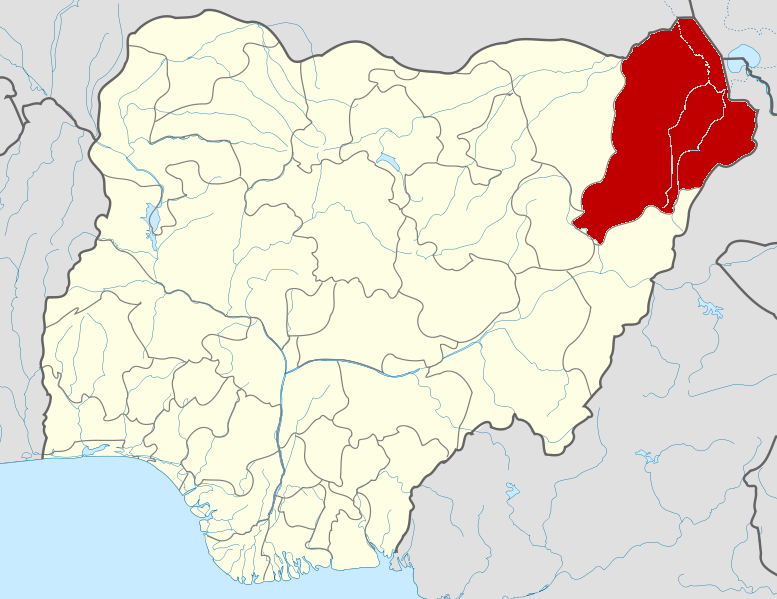
Штат Борно

### Язык
Язык бура относится к чадским языкам афразийской макросемьи. Диалекты — собственно бура, буракокра. Распространены языки хауса и канури.

### Религия
Бура в основном мусульмане-сунниты, но сохраняют традиционные верования.

### Жизнь
Разбросанные поселения. Хижины круглые, с конической крышей из травы, стены, плетённые из травы или соломы и обмазанные глиной.
Одеждой служит кусок ткани, закреплённый на бёдрах (типа юбки), распространена также хаусанская одежда. Практикуется скарификация лица.
Брак патрилокальный. Сохраняются патрилинейные роды, большие семьи, ассоциации молодёжи (мужские и женские союзы).
Распространены культы предков, луны, крокодила. Из традиционных музыкальных инструментов наиболее популярен ксилофон (Минц 2007: 117).

## История
В доколониальный период бура создали раннеполитическое образование — эмират Биу (Попов 1999: 98).

## Традиционные занятия
Террасное земледелие (просо, арахис), скотоводство, кузнечное дело, гончарство. Основная пища — растительная и молочная (Минц 2007: 117).